# 대한민국의 교육 관계 법규
대한민국에서 교육 관계 법규란 교육에 관련된 법규들의 통틀어 이르는 말이다. 간단히 교육관계법, 교육법규, 교육법이라고도 한다.

## 의미

### 교육과 법규
본래 교육이라는 인간의 정신적 활동과 법규라는 것에 관해서 양자간에 필연적·본질적인 관계가 존재하는 것은 아니다. 현실적으로 가정교육 등은 어느 모로 보나 법규와는 관계없이 원활하게 이루어지고 있다. 그렇다면 왜 교육과 법규가 밀접하게 결부되게 되었는가 하면, 그것은 국가라는 것이 교육을 다루게 되었기 때문이다. 이 국가라는 것은 본래 교육과 고유(固有)의 관계가 있었던 것은 아니다. 예컨대 교육의 시원적(始原的) 형태는 가정교육으로, 어떤 의미에 있어서도 이것은 국가가 교육을 자기의 사업으로서 차지하게 되었다. 그리고 근대국가가 발흥(勃興)하면서부터 본격화되어, 소위 공교육(公敎育)이 발생하게 되었다. 공교육이란 국가가 실시하는 교육을 말한다. 국가는 모든 법규를 갖고 있다. 법규란 바로 국가가 제정하고, 국가권력이 배후에서 그것이 지켜질 것을 강요한다. 국가권력은 일반적으로 강대한 것이기 때문에, 첫째로 그 행사는 법규에 의해서 규제된다. 국가가 무엇인가를 하려고 할 때, 그것은 일반적으로 행정이란 형태를 취하게 되는데, 무엇을 재정(財政)으로 하여 실시하느냐 하는 것은 법규에 의해 그것을 정하고, 법규로써 그 내용이 규정된다. 예를 든다면 오늘날 모든 국가는 의무교육을 실시하고 있다. 그것은 교육행정의 한 내용으로서 실시되고 있다. 그리하여 그것은 법규에 의해서 규정되어 있는 셈인 것이다. 이상과 같이 본래 법규와 별로 인연이 없을 것 같은 교육이 어떠한 절차로 법규와 결부되어, 그 결과로서 교육법규라는 관념이 생긴 것이다. 요컨대 교육과 법규는 직접 관계된다기보다 오히려 교육－국가(행정)－법규와 같이 국가라든가, 행정이라든가 하는 중간의 것이 개재함으로 인해, 교육과 법규와의 결부가 생겨서, 여기서 교육법규가 출현한 셈인 것이다.

### 교원과 교육법규
위에서 공교육이란 것에 대해 말했는데, 공교육이란 국가가 실시하는 교육이라고 하지만, 실제로 그 교육을 실시하는 것은 누구냐하면 그것은 학교의 교원이라고 해도 틀림이 없다. 왜냐하면, 공교육은 국가가 설치하는 학교에서 실시하는 것이 일반적이기 때문이다. 후술하는 바와 같이 현재 지방자치단체도 국가와 병행해서 공교육을 실시한다. 이것을 지방교육이라고 하며, 지방자치단체는 거기에 관한 행정을 실시한다. 이것을 지방교육행정이라고 한다. 지방교육행정의 주된 것은, 학교를 설립하고, 그곳에서 학교교육을 실시하는 일이다. 그리고 이 교육은 지방자치단체가 실시하는 학교(이를 공립학교라 한다)의 교원에 의해서 실시된다. 이와 같이 공교육은 지방자치단체에 있어서도 실시되는 것인데, 그것은 국가의 경우와 마찬가지로 학교 교원에 의해 실시되는 것이다. 처음 교육법규란 교육에 관한 법규라고 했다. 그것으로 족하며 틀림이 없는 것이나 국가가 설치하는 학교, 즉 국립학교의 교원과 공립학교, 즉 지방자치단체가 설치하는 학교교원은 공교육 실시에 있어 극히 중요한 역할을 하고 있다. 이와 같은 사실에 비추어 교육법규는 교육에 관한 법규인 것과 동시, 국립·공립학교의 교원에 관한 법규라고 해도 무방하다고 하겠다. 국립·공립학교 이외 학교는 사립학교인데 그렇다면 사립학교 교원에 대해서는 법규가 관계 없느냐 하면 역시 그렇지 않다. 예컨대 사립학교 교원의 신분·자격이나, 혹은 근로조건 등에 관해서도 역시 법규로 규정되어 있다. 이 사실은 국립·공립학교 교원의 경우처럼 현저하지 못한 점은 있다고 하더라도 역시 법규로 규율(規律)되어 있다는 것을 부정할 수 없다. 따라서 국립·공립·사립 각 학교 교원에 대해서는 모두 법규로 규정되어 있음을 알 수 있다. 그렇다고 한다면 학교 교원에 관한 법규도 교육에 관한 법규인 것임에는 의심할 여지가 없다. 따라서 교육법규를 교육에 관한 법규라고 일반적으로 말해도 좋으나 좀 더 상세하게 말한다면 교육법규란 교육 및 교원에 관한 법규를 가리킨다고 할 수가 있다.

### 가정교육·사회교육과 교육법규
교육법규 가운데는 학교교육에 관한 것뿐만 아니라, 사회교육이나 때로는 가정교육에 관한 법규도 포함하고 있다. 왜냐하면 오늘날 법규는 반드시 학교교육에 관한 것 뿐만 아니라, 사회교육이나 가정교육에 대해서도 법규가 있기 때문이다. 이와 같은 법규가 있는 것은 반드시 국가가 법규에 의해서 이러한 교육을 규제한다는 것을 의미하는 것이 아니라, 이것들을 장려하고 혹은 확인한다는 의도를 갖는다.

### 외국의 교육법규
외국의 교육법규는 대부분의 경우 학교법규(school law)라고 불리는데, 이것은 학교나 학교교육에 관한 법규가 교육법규의 전부였었다는 연혁적(沿革的)인 이유가 기인한다. 그러나 오늘날에는 교육법규(educational law)라는 표현방식도 차차 나타나게 되었다. 이 사실은 역시 교육법규를 넓게 해석하려는 발로라 할 수 있겠다.

### 공무원법과 교육법규
대한민국의 국가공무원법·지방공무원법은 모두 일반적인 국가공무원·지방공무원에 관한 법규이며, 말하자면 공무원법이다. 그러나 국·공립학교의 교원은 모두 국가공무원의 신분을 갖는다. 따라서 이들에게는 국가공무원법이 적용되는 것이다. 그리하여 공무원법을 교육법규라고 불러도 조금도 잘못은 아니며, 이것은 상식적인 방법이다. 또한 근로기준법은 근로자의 근로조건의 기준을 정한 법규이며, 이것은 먼저 노동법규의 전형이라는 것은 의심할 여지가 없다. 그런데 현재 근로기준법이 국가공무원에게 적용되므로 국·공립학교 교원에게도 준용(準用)됨을 알 수 있다. 요컨대 교육법규라는 개념을 광범한 것이라고 생각하는 것은 타당하다. 다음에 교육법규의 법규라는 것인데, 여기서는 단지 법규란 주로 법률을 가리키는 것이나, 그 이외의 것도 포함되지 않는 것은 아니라는 점을 잊어서는 안 된다.

## 분류
교육법·사립학교법·교육공무원법 등 교육에 있어서 기본적으로 중요한 법은 법률로써 규정되어 있고, 이 법률에 따른 시행령, 즉 교육법시행령·사립학교법 시행령·교육공무원 승진규정 등은 대통령령으로써 공포되고, 법률에 따르는 시행상의 운영규정 혹은 시행세칙(규칙) 등은 교육부령으로 공포되어 있어, 교육관계법을 크게 법률·대통령령·교육부령으로 나눌 수 있다.
1. 교육기본법령－헌법·교육법·산업교육진흥법·과학교육진흥법·도서벽지교육진흥법·사립학교법 등이며, 이 법률의 시행령 혹은 시행규칙이 이에 속할 수 있다.
2. 조직·편제에 관계된 법령－중앙 및 지방의 교육행정 체계와 보조조직 및 이들 조직의 직제 이외에 교육부 산하 각종 위원회조직 등을 포함할 수 있다. 예를 들면 교육부 직제, 서울특별시, 광역시·도교육위원회 직제, 중앙도서관 직제, 중앙시청각교육원 직제 등을 들 수 있고, 교육부장관의 자문조직으로서의 교육정책심의회 등을 들 수 있다.
3. 인사관리에 관계된 법령－국가공무원법을 모법(母法)으로 하여 작성된 교육공무원법 이외의 교육공무원 및 교원에 관한 임용·승진·자격검정·연수·보수·수당·징계·보수교육·자격심사위원회 등이 이 영역에 포함된다.
4. 학사에 관계된 법령－학사 일반에 관계된 것, 학교시설·설비에 관계된 것, 사회교육·체육에 관계된 것으로 다시 세분할 수 있다.
  1. 학사일반에 관계된 법령은 교육과 정령을 비롯한 교육내용·교재 등에 관한 법령과 각종 자격고시와 학생정원령 등이 이 영역에 포함된다.
  2. 학교시설·설비에 관계된 법령은 학교시설·설비기준령·학교교구 설비기준령을 중심으로 하여 각 학교급별로 시설 및 설비기준령을 포함시킬 수 있다.
  3. 사회교육·체육에 관계된 것은 도서관법, 사설강습소에 관한 법률, 학교보건법, 유네스코 활동에 관한 법률, 그 밖의 사회 및 체육에 관한 법률 등을 중심으로 하여 시행령과 규정 등을 포함시킬 수 있다.
5. 재무·회계 국유재산·물품관리·예산회계법－지방재정법 등 재무에 관계된 법 이외에 지방교육 재정교부금법 등 학교수업료·교육관계수수료·회계법 등을 포함시킬 수 있으며, 그 밖에 여비규정·국유재산·물품관리에 관한 일반법령도 여기에 속한다.
6. 문서·처무관계법－일반행정기관에서 행하는 문서·처무 등을 교육관계 행정기관은 물론 국립·공립·사립학교에서도 적용하도록 하고 있다. 일반행정 관계 법령 중 정부공문서 규정, 보고통제규정, 보안업무규정, 직무대리규정, 인사감사규정, 그 밖의 문서·처무에 관계된 법령이 여기에 속한다.
7. 기타 교육관계 법령－그 밖에 법률을 모아 기타 관계 법령으로 묶을 수 있다. 예를 들어 군인자녀교육보호법, 대한교원공제회법, 한글전용에 관한 법률, 문화보호법, 한국교육개발원육성법, 기타 법령 등이다.

## 교육의 기본정신
대한민국의 교육관계법의 모체는 교육법이라 할 수 있고, 교육법의 기본정신은 국가의 모든 법률의 모체인 헌법 속에서 그 기본을 찾을 수 있다. 헌법 제31조에 나타나 있는 교육에 관한 기본정신은 대한민국의 교육정신과 방향을 제시하고 있다.

### 교육의 기회균등
헌법 제31조 1항에는 "모든 국민은 능력에 따라 균등하게 교육받을 권리를 가진다"라고 규정하여, 교육의 기회균등은 국민의 권리라고 지적하고 있다. 다만 '능력에 따라'라는 단서를 붙임으로써 기회균등의 한계를 정하고 있다. 즉 '능력'이라는 말은 '학력(學歷)'과 '학력(學力)'을 함께 뜻하는 말로서, 학력(學歷)은 법으로 정한 각급 학교와 이에 대등한 학교의 자격자로서, 상급학교 입학을 위한 검정고시에 합격하였거나 외국에서 동등학력의 교육을 받았거나 한 자들을 말한다. 즉 정규학교의 단계적 교육을 받지 못한 독학자에게 동등한 기회를 법으로 정해 놓은 것이다. 한편 입학지원자가 입학정원을 초과하였을 때에는(초등학교·중학교 제외) 학력(學力)에 따라 균등하게 교육받게 된다. 즉 지적 능력에 의해서 선발될 기회균등이며, 재정적 부담능력에 의해서 입학할 기회균등이다. 그러나, 교육법 제3장에서 장학금제도를 규정함으로써 기회를 균등히 부여하고 있으며, 특히 교육법 제3장 제18절 '특수교육'에서 특수학생을 위한 학교를 설립·경영하여아 하며, 이들의 교육을 지원하기 위하여 필요한 정책을 수립·실시하게 하여 교육의 기회균등 사상을 나나내고 있다.

### 초등교육의 무상교육
헌법 제31조 제2항에서 "모든 국민은 그 보호하는 자녀에게 적어도 초등교육과 법률이 정하는 교육을 받게 할 의무를 진다", 그리고 동조 제3항에서 "의무교육은 무상으로 한다"라고 규정하고 있다. 즉 교육의 의무를 부담하는 자는 교육의 대상이 되는 피교육자가 될 수 없으며, 교육법에서 말하는 학령아동(學齡兒童)을 가진 보호자, 즉 친권자(親權者)나 후견인이다. 즉 학령아동의 보호자는 자녀에게 의무교육을 받게 할 의무를 지게 되며, 국가·지방자치단체는 이 의무교육을 수행할 수 있는 시설의 확보는 물론, 필요한 모든 조치를 강구할 책임을 가지고 있다. 교육대상이 되는 어린이는 만6세가 된 익일 이후의 최초의 학년 초부터 12세가 되는 날이 속하는 학년 말까지의 어린이를 말하며, 이 아동을 '학력아동'이라고 한다. '초등교육과 법률이 정하는 교육'이라 함은 의무교육을 말하며 교육법에서는 이에 관해 "모든 국민은 6년의 초등교육과 3년의 중등교육을 받을 권리가 있다"고 규정하여 모든 국민은 그 보호하는 자녀에게 의무교육을 받게 할 의무를 지고, 국가는 의무교육을 실시하여야 하며 이를 위한 시설을 확보함에 필요한 모든 조치를 강구해야 한다는 법적 강제규정을 설치하고 있다. 또한 지방자치단체도 그 관할구역 안의 의무교육 학령대상아동 전원을 취학시킴에 필요한 초등학교와 중학교를 설치·경영하여야 하는데, 지방자치단체는 그가 설치한 초등학교와 중학교에 그 관할구역 안의 의무교육 학령대상아동 전원을 취학시키는 것이 곤란할 경우에는 인접한 지방자치단체와 협의하여 합동으로 초등학교 또는 중학교를 설치·경영하거나 인접한 지방자치단체 또는 국립이나 사립의 중학교에 학령대상아동의 일부에 대한 의무교육을 위탁하여 실시할 수 있다. 3년의 중등교육에 대한 의무교육제도는 1984년 8월 교육법 개정으로 설치되었는데, 그 재정확보·기반조성 등의 현실적인 여건 때문에 "대통령령이 정하는 바에 따라 순차적으로 실시한다"는 단서조항이 부가되어 있고 1985년 3월 5일부터 도서벽지지역의 신입생에 대해 시범적으로 실시된 후, 1986년부터 전학년으로 확대·실시되고, 1992년부터 연차적으로 군 지역까지 확대·실시하게 되었다.

### 교육의 자주성과 정치적 중립성
헌법 제31조 제4항에서는 "교육의 자주성·전문성·정치적 중립성 및 대학의 자율성은 법률이 정하는 바에 의하여 보장된다"고 규정하고 있는 바, 제7차 개정헌법에서의 "교육의 자주성과 정치적 중립성은 보장되어야 한다"는 규정에 비할 때 구체성이 강하다. 교육의 전문성은 제8차 개정헌법에서 나타났는데, 이는 과거 교육의 전문성이 무시되고 외부로부터의 교육 및 그 운영·인사에 대한 침해가 많아 왔으므로 그를 방지키 위한 취지이며, 제9차 개정헌법에서 나타난 대학의 자율성은 학문의 자유에 관한 내용으로서 대학의 자유를 교육을 받을 권리의 제도적 보장으로 일층 강화한 것이다. 이상의 헌법규정은 궁극적으로 정치적 권력으로부터의 교육의 독립성·자율성을 보장하려는 것으로 교육법·사립학교법·교육공무원법 등에서 헌법정신을 계승, 다시 구체화시키고 있다. 또한 헌법에서는 "학교교육 및 평생교육을 포함한 교육제도와 그 운영, 교육재정 및 교원의 지위에 관한 기본적인 사항은 법률로 정한다"고 규정하여 교육의 독립성·자율성을 보다 실체적으로 뒷받침하고 있다. '교육재정 및 교원의 지위'에 관한 규정은 제8차 개정헌법에서 최초로 나타났는데, 이는 재정 및 인사에 관련된 외부로부터의 압력·자의를 방지키 위한 취지로 사실상 교원의 지위가 법적으로 보장되고 교육재정이 독립적으로 운영될 수 있다면 상기한 교육의 자주성·정치적 중립성은 기우일 것이다. 실제로 헌법과 법률에 수없이 나타나 있는 이러한 규정들은 곳곳에 숨겨진 독소적인 제도·상황으로 한낱 어구에 그치고 있다. 먼저 교육행정은 중앙정부의 일반행정의 한 분야이기 때문에 정치적 권력과 분리될 수 없으며 교과내용 교육과정의 결정권까지 보유하고 있고 교육재정은 국고의 지원이 중심을 이루고 있기 때문에 괴리가 있다. 더욱이 국·공립대학의 인사권이 대통령·교육부장관에 귀속되어 있고 사립학교 교원의 지위는 사립학교 경영자의 자의에 좌우될 소지가 크며 사립학교 경영자 또한 감독청의 강력한 지도·감독하에 놓여 있다. 따라서 헌법과 법률로 제도적인 보장을 더욱 강화해야 함은 물론, 실제적인 운영에 있어 행정담당자가 헌법과 법률에 나타난 원리의 진의를 파악, 각성하여 그에 따르는 것만이 그 실제적인 구현에 이를 수 있다. 교육법에서는 "교육은 교육 본래의 목적에 기하여 운영·실시되어야 하며 어떠한 정치적·파당적 기타 개인적 편견의 선전을 위한 방편으로 이용되어서는 아니 된다" "국립 또는 공립의 학교는 어느 종교를 위한 종교교육을 하여서는 아니 된다"라고 규정하고 있는 바, 이는 외부의 관여는 물론 교육 내부의 중립에 대한 의미를 포함하고 있다. 또한 교육법에서는 "교원의 경제적·사회적 지위는 적정하게 우대되어야 하며 그 신분은 반드시 보장되어야 한다"고 규정하여 교육공무원법·국가공무원법 및 사립학교법에서 자격·임용(임면)·보수·복무·신분보장·징계·소청 등에 관해 구체화하고 있는데, 일부 독소조항 때문에 논란이 있다. 끝으로 교육법에서는 교육의 자주성에 관해 "국가와 지방자치단체는 교육의 자주성을 확보하며 공정한 민의에 따라 각기 실정에 맞는 교육행정을 하기 위하여 필요적절한 기구와 시책을 수립·실시하여야 한다" "국가 또는 지방자치단체는 교육재정의 안정적 확보를 위하여 적절한 시책을 강구하여야 한다"고 규정하고 있고 교육자치제도 또한 자주성 확보가 그 근간을 이루고 있다.

## 평생교육의 진흥
헌법 제31조 5항에서 "국가는 평생교육을 진흥하여야 한다"고 규정하고 동조 제6항에서 평생교육에 관한 교육제도·교육재정 및 그 운영에 관한 기본적인 사항은 법률로 정한다고 규정하고 있다.  제8차 개정헌법에서 최초로 나타난 평생교육에 관한 규정은 1982년 12월 사회교육법의 제정·공포로 구체화되었다. 사회교육이라 함은 학교교육을 제외하고 평생교육을 위한 모든 형태의 조직적인 교육활동을 말한다.

## 같이 보기
- 교육기본법